# سارا باتلر
سارا باتلر (انگلیسی: Sarah Butler؛ زادهٔ ۱۱ فوریهٔ ۱۹۸۵) یک هنرپیشه اهل ایالات متحده آمریکا است. وی از سال ۲۰۰۴ میلادی تاکنون مشغول فعالیت بوده‌است.
از فیلم‌ها یا برنامه‌های تلویزیونی که وی در آن نقش داشته است می‌توان به روی قبرت تف می‌کنم و به گورت تف می‌کنم ۳ اشاره کرد.